# Neversdorf
Neversdorf là một đô thị thuộc huyện Segeberg, ở bang Schleswig-Holstein, Đức. Đô thị Neversdorf có diện tích 7,22 km², dân số thời điểm ngày 31 tháng 12 năm 2006 là 719 người.